# 厳敬燮
厳 敬燮（オム・ギョンソプ、朝鮮語: 엄경섭/嚴敬燮、1904年3月27日または1906年3月27日 - 1979年9月6日）は、大韓民国の教育者、政治家。第9代韓国国会議員。
本貫は寧越厳氏。儒教の信者。元養正高等学校校長の厳圭白は長男。

## 経歴
ソウル出身。1925年養正高等普通学校卒、1931年法政大学経済学部商科卒。養正中学校・高等学校で長く勤め、教諭・教務主任・校長を歴任した。その他にソウル私立中等学校長会会長、中央教育委員会委員、大韓私立中等学校長会連合会長、国民教育憲章制定審議会委員、長期総合教育計画審議会委員、教育政策審議会委員、維新政友会所属の第9代前半期国会議員、養正義塾理事長を務めた。
1979年9月6日、ソウル市鍾路区の自宅で持病により死去。享年74。